# (31522) McCutchen
(31522) McCutchen est un astéroïde de la ceinture principale.

## Description
(31522) McCutchen est un astéroïde de la ceinture principale. Il fut découvert le 12 février 1999 à Socorro (Nouveau-Mexique) par le projet LINEAR. Il présente une orbite caractérisée par un demi-grand axe de 2,44 UA, une excentricité de 0,10 et une inclinaison de 7,7° par rapport à l'écliptique.

## Compléments